# 布雷斯特-里托夫斯科省

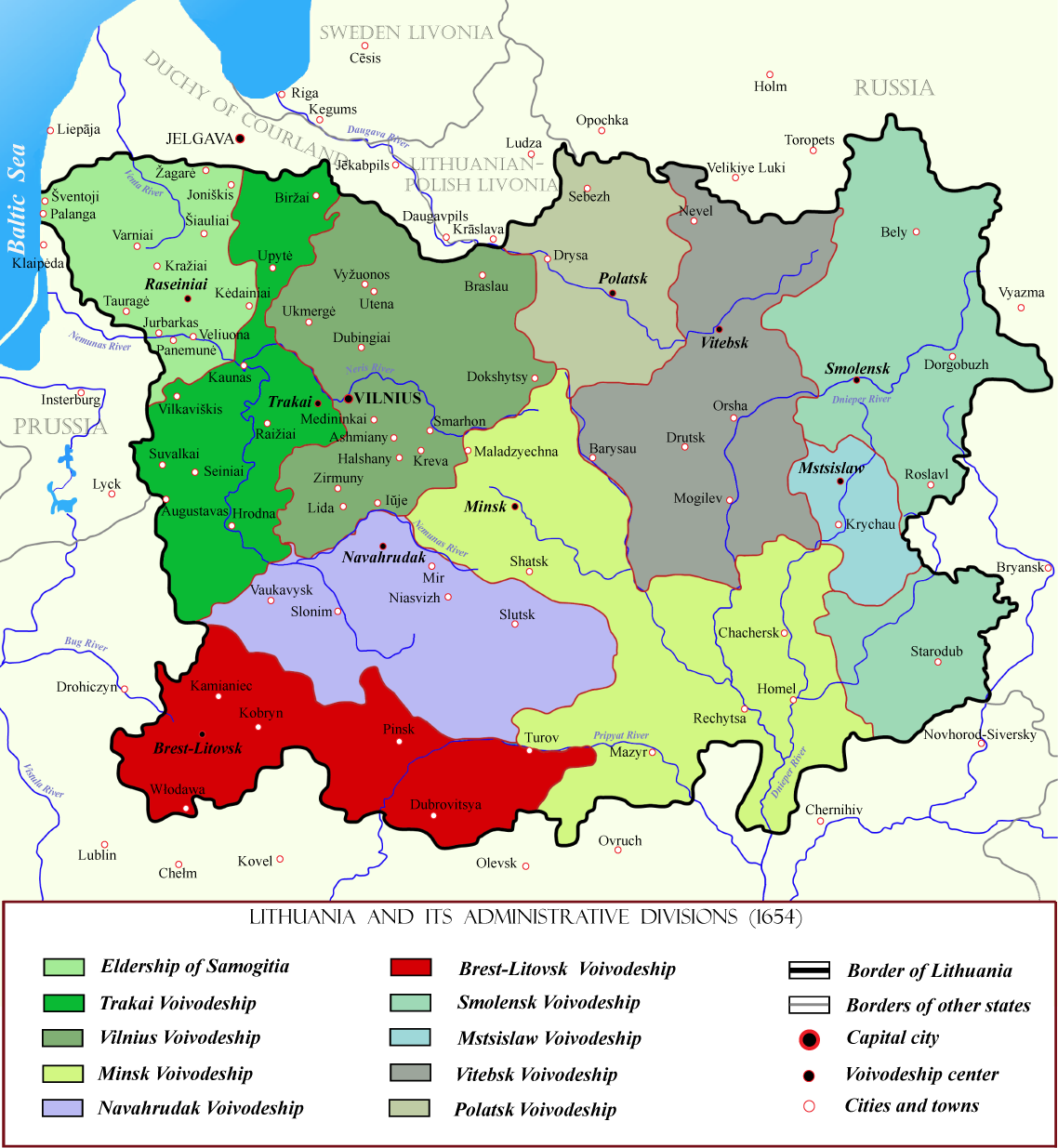
布雷斯特-里托夫斯科省（红色）

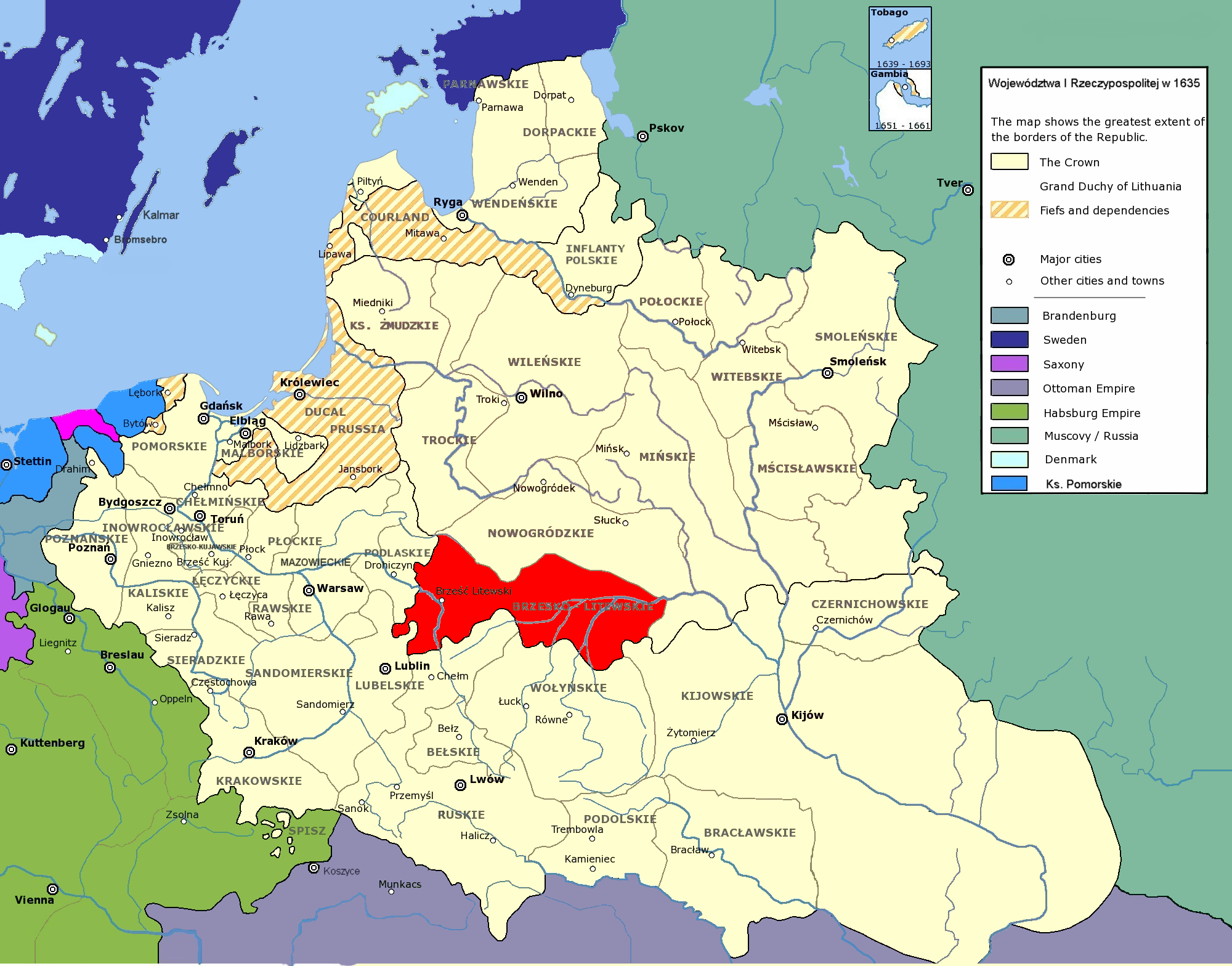
波兰立陶宛联邦中的布雷斯特-里托夫斯科

布雷斯特-里托夫斯科（波蘭語：Województwo Brzesko-Litewskie），是一个15世纪建立，1795年瓜分波兰时撤销的立陶宛大公国（波兰立陶宛联邦）行政区划。

## 行政部门所在地
省总督（Wojewoda）所在地：
- 布列斯特-里托夫斯科

## 省总督
- 亚历山大·卢德维克·拉兹维夫（1631年-1635年）
- 米科瓦耶·萨佩哈（1638年-1642年）